# Ticknall
Ticknall est une paroisse civile et un village du Derbyshire, en Angleterre.

## Patrimoine
- Abbaye de Calke, une maison de campagne.